# Ceawlin dei Gewisse
Ceawlin Cynricing (noto anche come Ceaulin o Caelin; ... – 593) è ricordato dalla Cronaca anglosassone come sovrano dei sassoni occidentali (560-591), regno anglosassone dell'Inghilterra altomedievale. È anche ricordato dalla Historia ecclesiastica gentis Anglorum di san Beda il Venerabile come il secondo monarca ad aver avuto lo imperium sugli altri regni anglosassoni. La Cronaca (tardo IX secolo) definisce Ceawlin col termine di bretwalda e data la sua morte nel 593.

## Contesto storico
Gli studiosi hanno discusso in epoca moderna sulla sua relazione con la tribù sassone dei 
Gewissi, che Beda individuava lungo l'alto corso del Tamigi, nella regione nei pressi di Dorchester, nell'Oxfordshire, che formò la base del regno del Wessex). 
Potrebbe essere stato un membro della loro dinastia regnante. Le genealogie reali del Wessex giunte fino a oggi presentano molte contraddizioni e gli studiosi ritengono che siano state alterate per supportare le pretese discendenze dei sovrani di epoche successive.

Un altro fatto che ha suscitato molte discussioni è lo stacco di una o due generazioni fra il primo bretwalda, Ælle e Ceawlin. Ciò è stato portato a sostegno dell'affermazione di Gildas secondo cui per oltre 40 anni dopo la battaglia del Monte Badon i britannici vissero in pace e al sicuro da grandi azioni di saccheggio degli invasori anglosassoni.

E tutto ciò ha un senso se ignoriamo le incursioni di Ceredic e quelle dei suoi figli nelle odierne regioni dell'Hampshire meridionale e del Wiltshire e se riconosciamo che gli angli in Bernicia erano stati limitati a una sola sono stati limitati a un singolo feudo dai britannici. La nostra fonte principale per gli eventi della vita di Ceanwlin sono le otto citazioni presenti nella Cronaca anglosassone dal 556 al 593, che sembra rifarsi a una fonte più antica.

## 556
Cynric (all'epoca re dei Gewisse) e Ceawlin (che sembra avere un ruolo subordinato) combatterono contro i britannici a Beranburh, forse Barbury Camp nelle Marlborough Downs, che sovrastano la valle di Swindon.

## 560
Ceawlin sale sul trono dei Gewisse. Nella Cronaca anglosassone non ci accenna alla morte di Cynric.

## 568
Ceawlin e Cutha combatterono contro re Æthelbert del Kent e due aldermen, Oslaf e Cnebban, furono uccisi a Wibbandun (secondo alcuni Wimbledon, mentre per altri un luogo da qualche parte a sud del Tamigi, ad ovest del confine col Kent. Forse Whitmoor Common, Worplesdon, a nord di Guildford).
Esiste un problema: Æthelbert è colui che accolse il missionario Agostino di Canterbury in Britannia e che secondo Gregorio di Tours sarebbe salito sul trono del Kent attorno al 590. Esiste dunque una grossa discrepanza temporale, visto che la Cronaca dice che egli regnava già nel 560. Comunque, il vero punto di interesse di questa notizia è che le armate del Wessex erano superiori a quelle del Sussex. Questa è inoltre la prima menzione di una battaglia tra tribù anglosassoni. Nulla si sa invece su Oslaf e Cnebban.

## 571
Cuthwulf combatté contro i britannici a Bedcanford (per alcuni Bedford), e conquistò le odierne città di Limbury, Aylesbury, Benson, ed Eynsham (che si trovano nelle Chiltern Hills e nell'Oxfordshire) e poi morì. Evidenze archeologiche dimostrano che nel VI secolo esistevano enclave britanniche attorno a Londra e Verulamium. Potrebbe trattarsi dell'area definita Chilternsaete nel Tribal Hidage, tassata per un valore di 4000 pelli.

## 577
Cuthwine e Ceawlin combatterono contro i britannici nella battaglia di Deorham (Dyrham, un villaggio a otto miglia a nord di Bath e cinque a ovest della Fosse Way, la strada romana tra Bath e Cirencester,
nel Gloucestershire) e uccisero i tre sovrani Coinmail (Cynvael), Condidan (Cynddylan) e Farinmail (Ffernvael), conquistando poi Gloucester, Cirencester e Bathcester. La vittoria permise agli anglosassoni di penetrare nella valle del Severn e di rapinare gli abitanti.

## 584
Ceawlin e Cutha combatterono contro i britannici a Fethanleag (forse Faddiley nel Cheshire, oppure Stoke Lyne), dove  Cutha fu ucciso. Ceawlin conquistò molte cittadine e depredò l'area, tornandosene poi nel suo regno.

## 592
Si verificò un massacro a Woddesbeorg (forse Alton Priors), sette miglia a est di Devizes). Ceawlin fu scacciato. Guglielmo di Malmesbury parla di una cospirazione anglo-britannica. Vi era forse anche coinvolto il successore di Ceawlin, Ceolwulf, figlio di Cutha.

## 593
Morte di Ceawlin.
Le notizie riportate dalla Cronaca fanno emergere come egli fosse stato un grande guerriero e fanno emergere chiaramente come il Wessex fosse in realtà una confederazione di piccoli sovrani e regni.